# Bal'dža
Il fiume Bal'dža (in russo Бальджа?; in mongolo: Baldž-Gol, Балдж гол) è un affluente di sinistra dell'Onon. Scorre in Russia, nel Territorio della Transbajkalia, e in Mongolia, nella Provincia del Hėntij.
Il fiume ha origine sul versante meridionale dei monti Pereval'nyj, scorre verso sud per 38 km, poi entra in Mongolia dove scorre per la maggior parte del suo corso in direzione prevalentemente orientale. La sua lunghezza è di 211 km, l'area del bacino di 8 530 km² (di cui 3 650 km² in Russia). Sfocia nell'Onon a 635 km dalla foce.